# Thomas Stangassinger
Thomas Stangassinger (Hallein, 15 settembre 1965) è un ex sciatore alpino austriaco.
Uno dei grandi slalomisti degli anni 1990, fu tra gli atleti di punta nella specialità della forte squadra austriaca di quel periodo. In grado di rivaleggiare alla pari con campioni del calibro dell'italiano Alberto Tomba, riuscì in carriera ad aggiudicarsi dieci vittorie in Coppa del Mondo e una Coppa di specialità, tutti trofei conquistati tra i pali stretti. Ottenne l'apice della carriera ai XVII Giochi olimpici invernali di Lillehammer 1994, dove salì sul gradino più alto del podio. Vinse anche due medaglie, una d'argento e una di bronzo, in due diverse edizioni dei Mondiali.

## Biografia

### Stagioni 1982-1991
Stangassinger debuttò in campo internazionale ai Mondiali juniores di Auron 1982 e ottenne il primo risultato di rilievo in Coppa del Mondo il 16 dicembre 1984 a Madonna di Campiglio, quando si classificò 4º in slalom speciale. Il giorno successivo, nella medesima località, conquistò il primo podio, chiudendo 2º in combinata. Esordì ai Giochi olimpici invernali a Calgary 1988, ottenendo il 13º posto nella combinata e non concludendo lo slalom speciale. L'anno dopo prese parte per la prima volta ai Campionati mondiali, classificandosi 9º nello slalom speciale di Vail 1989.
All'inizio della stagione 1989-1990, il 12 dicembre 1989 a Mont-Sainte-Anne, salì per la prima volta sul gradino più alto del podio in una gara di Coppa del Mondo, mentre nella stagione successiva vinse la sua prima medaglia iridata: argento a Saalbach-Hinterglemm 1991, sempre in slalom speciale.

### Stagioni 1992-2000
Ai XVI Giochi olimpici invernali di Albertville 1992 fu 9º e l'anno dopo, con il bronzo ottenuto ai Mondiali di Morioka, vinse la sua seconda medaglia iridata tra i pali stretti. Ai XVII Giochi olimpici invernali di Lillehammer 1994 raggiunse l'apice della carriera vincendo la medaglia d'oro nello slalom speciale, davanti ad Alberto Tomba e Jure Košir. Nella stessa stagione in Coppa del Mondo s'impose nel prestigioso slalom speciale della Ganslern di Kitzbühel (il 16 gennaio), risultato che avrebbe poi bissato il 25 gennaio 1998.
Nel 1996 non concluse lo slalom speciale iridato della Sierra Nevada, mentre l'anno successivo, a Sestriere 1997, fu 6º. Ai XVIII Giochi olimpici invernali di Nagano 1998, sua ultima partecipazione olimpica, chiuse lo slalom speciale al 6º posto, mentre l'anno dopo si congedò dai Campionati mondiali con l'identico piazzamento ottenuto a Vail/Beaver Creek 1999. In quella stagione in Coppa del Mondo si aggiudicò la Coppa di specialità, staccando di 151 punti il secondo classificato, Jure Košir, e dopo aver chiuso per tre volte al secondo posto (nel 1994, nel 1997 e nel 1998). Si congedò dalle competizioni internazionali con un ultimo podio in Coppa del Mondo, il 9 marzo 2000 a Schladming (3º), e chiuse la carriera ai Campionati austriaci del 2000, il 25 marzo.

## Palmarès

### Olimpiadi
- 1 medaglia:
  - 1 oro (slalom speciale a Lillehammer 1994)

### Mondiali
- 2 medaglie:
  - 1 argento (slalom speciale a Saalbach-Hinterglemm 1991)
  - 1 bronzo (slalom speciale a Morioka 1993)

### Coppa del Mondo
- Miglior piazzamento in classifica generale: 9º nel 1997
- Vincitore della Coppa del Mondo di slalom speciale nel 1999
- 37 podi:
  - 10 vittorie (tutte in slalom speciale)
  - 16 secondi posti
  - 11 terzi posti

#### Coppa del Mondo - vittorie
| Data             | Località         | Paese       | Specialità |
| ---------------- | ---------------- | ----------- | ---------- |
| 3 dicembre 1989  | Mont-Sainte-Anne | Canada      | SL         |
| 24 gennaio 1993  | Veysonnaz        | Svizzera    | SL         |
| 28 novembre 1993 | Park City        | Stati Uniti | SL         |
| 16 gennaio 1994  | Kitzbühel        | Austria     | SL         |
| 9 marzo 1997     | Shigakōgen       | Giappone    | SL         |
| 22 novembre 1997 | Park City        | Stati Uniti | SL         |
| 18 gennaio 1998  | Veysonnaz        | Svizzera    | SL         |
| 25 gennaio 1998  | Kitzbühel        | Austria     | SL         |
| 28 novembre 1998 | Aspen            | Stati Uniti | SL         |
| 13 marzo 1999    | Sierra Nevada    | Spagna      | SL         |

Legenda:

SL = slalom speciale

### Coppa Europa
- Miglior piazzamento in classifica generale: 13º nel 1987
- 2 podi (dati dalla stagione 1994-1995):
  - 2 secondi posti

### Campionati austriaci
- 5 medaglie[2]:
  - 1 oro (slalom speciale nel 1992)
  - 1 argento (slalom speciale nel 1991)
  - 3 bronzi (slalom speciale nel 1990; slalom speciale nel 1993; slalom speciale nel 1997)

## Riconoscimenti
- Sportivo austriaco dell'anno 1994[1]